# Sul vulcano
Sul vulcano è un film italiano del 2014 diretto da Gianfranco Pannone.

## Trama
Il rapporto tra il Vesuvio e la gente che popola le sue pendici. Tre storie,  quella di Maria e della sua azienda florovivaistica in una villa vesuviana. Matteo,  dipinge le sue tele utilizzando la lava vulcanica. Yole, cantante neo-melodica devota alla Madonna.